# Sepp Achatz

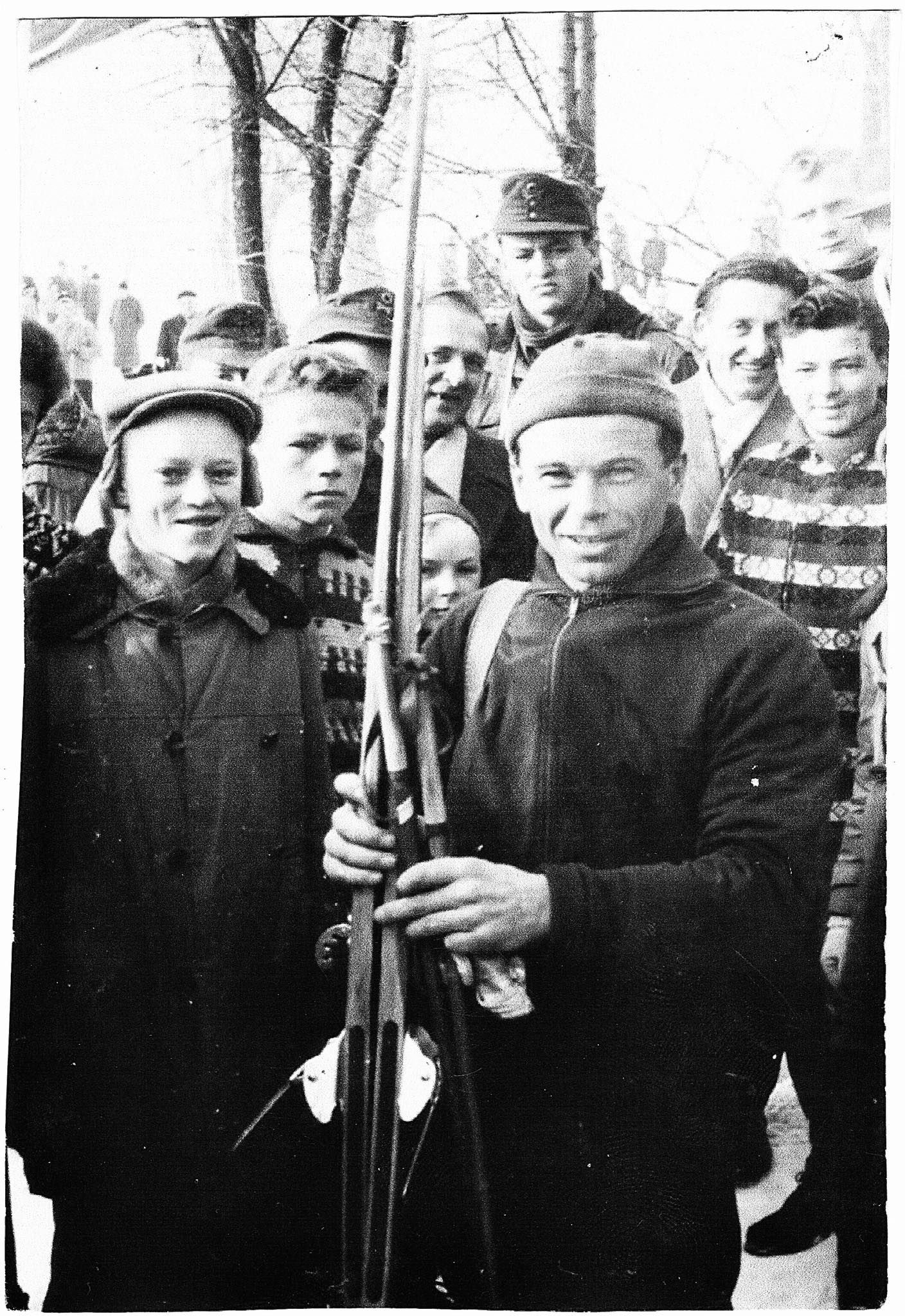
Sepp Achatz auf dem Höhepunkt seiner Langlaufkarriere

Josef „Sepp“ Achatz (* 10. Januar 1931 in Zwiesel; † 4. Januar 2020 ebenda) war ein deutscher Skilangläufer.

## Leben
Josef Achatz erlernte nach der Volksschule den Beruf des Scheibenschleifers in der Kristallglasfabrik Theresienthal. Von 1957 bis zu seiner Pensionierung 1991 war er Beamter der Bayerischen Grenzpolizei, zuletzt im Rang eines Polizeihauptmeisters. In den 1950er und 1960er Jahren erzielte er als Mitglied des SC Zwiesel sportliche Erfolge im Skilanglauf. 1957 wurde er mit der Staffel des Bayerischen Skiverbandes Deutscher Meister in der 4 × 10 km Verbandsstaffel. In den folgenden Jahren belegte er bei den Deutschen Nordischen Skimeisterschaften mehrfach vordere Plätze. Ferner wurde er im Skilanglauf dreimal Bayerischer Meister, siebenmal Bayerwaldmeister und einmal Deutscher Polizeimeister. Dem SC Zwiesel gehörte er 70 Jahre lang als Vereinsmitglied an. In Anerkennung seiner Verdienste um den Skisport verlieh ihm der Skiverband Bayerwald 1986 die Goldene Ehrennadel.

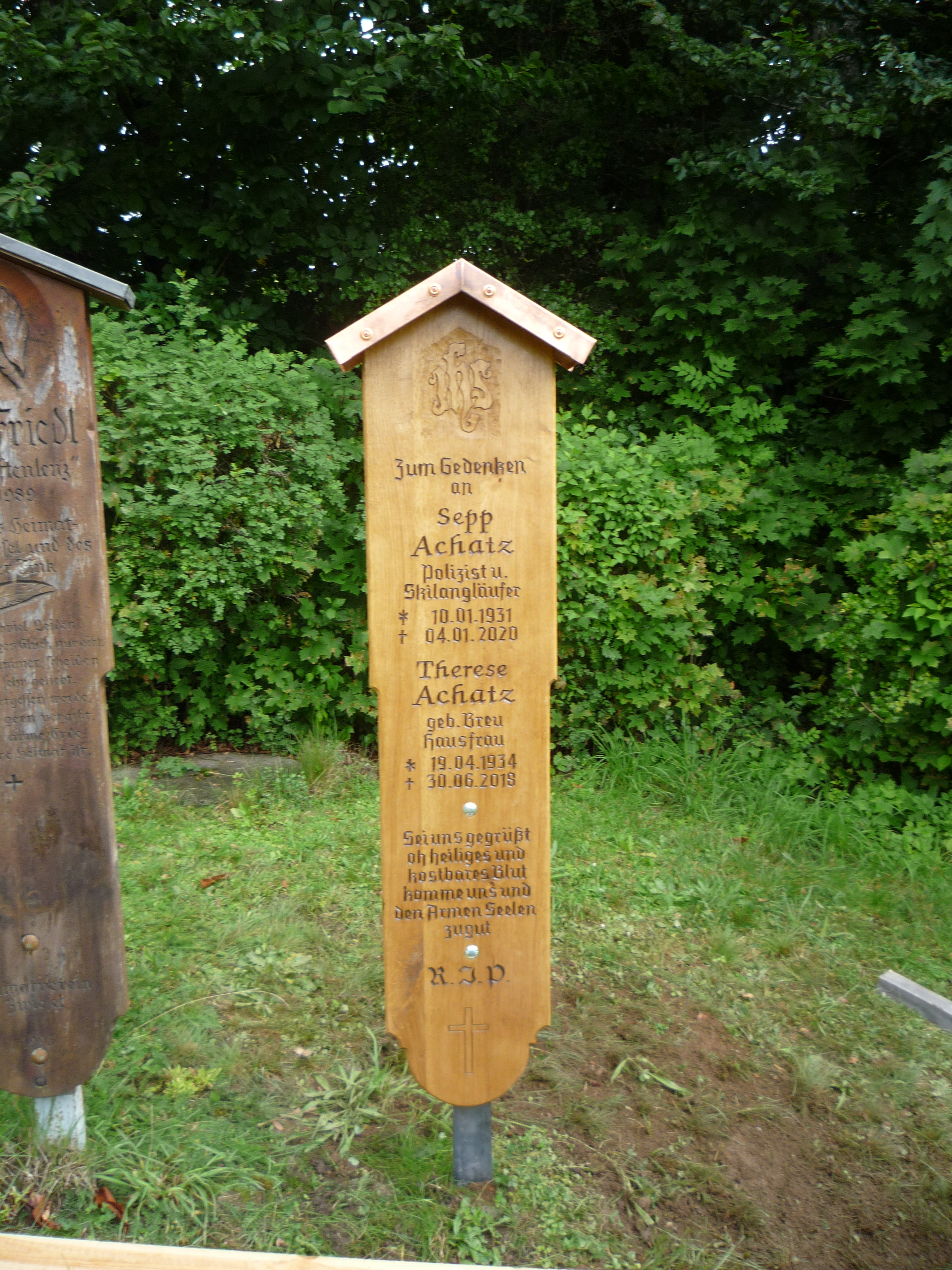
Totenbrett für Sepp und Therese Achatz vor der Bergkirche Zwiesel

Mit Therese Achatz geb. Breu (1934–2018) war er 61 Jahre lang verheiratet. Das Ehepaar hatte drei Kinder. Er starb wenige Tage vor seinem 89. Geburtstag.
2021 wurde zum Gedenken an Sepp Achatz und seine Frau Therese vor der Bergkirche Zwiesel ein Totenbrett errichtet.